# Bassus luzonicus
Bassus luzonicus är en stekelart som först beskrevs av Bhat och Gupta 1977.  Bassus luzonicus ingår i släktet Bassus och familjen bracksteklar. Inga underarter finns listade.